# Antonio Felice De Vincenti
Antonio Felice De Vincenti, ovvero Devincenti (Vigone, 1690 circa – Torino, 9 settembre 1778), è stato un architetto, ingegnere militare italiano.

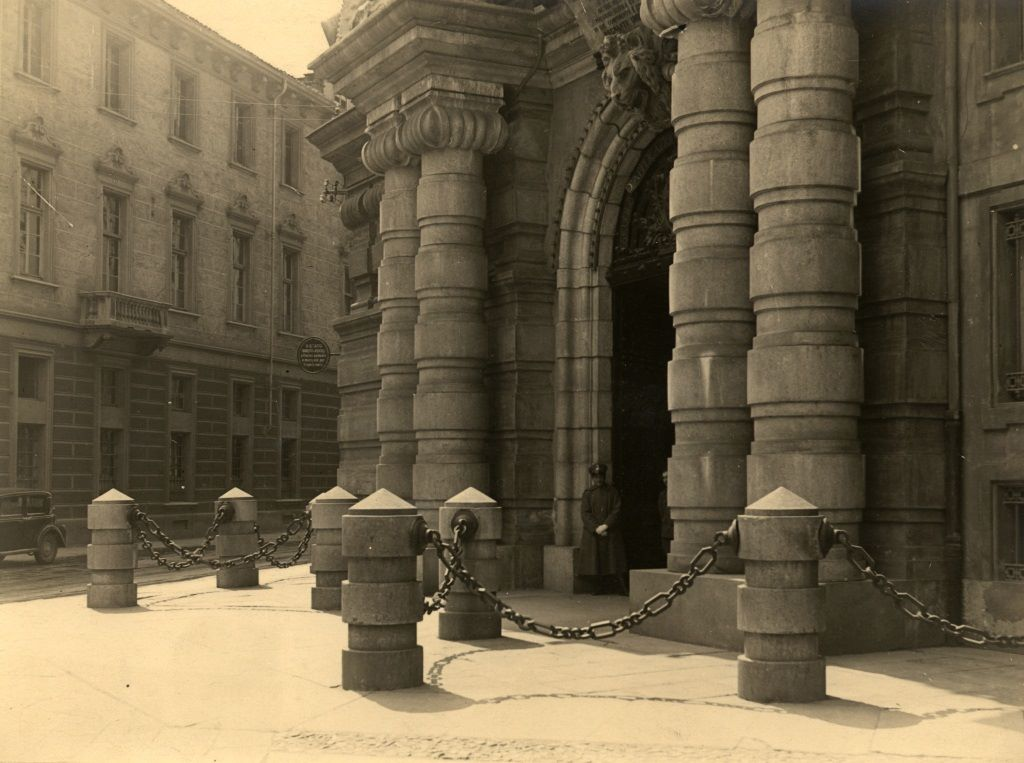
Ingresso monumentale all'Arsenale di Torino

Si arruolò ancora giovane quale soldato del battaglione dei cannonieri del Regno di Sardegna. Non si sa molto della sua formazione anche se forse fu allievo dell'ingegner Antonio Ignazio Bertola.
Nel 1714 risulta presente in Sicilia, allora facente parte del regno sabaudo, ed è documentato il suo rilievo della pianta della città e del castello di Termini Imerese. In Sicilia rimase fino al 1720, quando, terminato il servizio sull'isola, fu trasferito in Sardegna, a Cagliari, dopo lo scambio dei due regni imposto a casa Savoia dal congresso di Londra.
Durante il periodo di servizio in Sardegna, durato fino al 1734, si occupò di ispezionare e di programmare interventi di ampliamento miglioramento delle fortificazioni di difesa delle coste, a Cagliari, Alghero, Castelsardo ed altrove, seguendo i cantieri delle opere difensive in tutta l'isola. In particolare fu molto imponente il progetto di bastionamento per Cagliari. Nei suoi interventi applicò le teorie moderne del Vauban sulla fortificazione in profondità, con l'adozione delle opere addizionali.
In tale periodo la sua carriera militare era progredita e ricevette il grado di capitano durante un breve periodo in cui ritornò a Torino.
Ebbe anche incarichi diversi dall'architettura militare che rivelano una preparazione architettonica completa. Del 1722 è il progetto della basilica di Nostra Signora di Bonaria, realizzata a rilento e con cambiamenti ma di cui è conservato il ligneo originario che testimonia la profonda cultura dell’autore, legata al barocco piemontese ma anche all'esperienza diretta del barocco siciliano.
Si occupò anche del palazzo reale e dell'università del Belgrano a Cagliari e della chiesa ed il convento del Carmine a Oristano.
Richiamato a Torino ebbe l'incarico della progettazione dell'imponente complesso del palazzo dell'Arsenale di Torino (dal 1738), con un vasto cortile su cui affacciavano laboratori e officine per le produzioni d'artiglieria con capaci magazzini e una grande fonderia. 
Intanto era salito nelle gerarchie militari fino al grado di luogotenente generale.
Intorno al 1749 progettò il porto di Limpia a Nizza. Si occupò anche di progettazione di ponti e di miglioramenti all'artiglieria con esperimenti balistici per il miglioramento della lunghezza dei lanci.